# Miguel Toledo
Miguel Toledo (13 de noviembre de 1979) es un deportista español que compitió en taekwondo. Ganó una medalla de bronce en el Campeonato Mundial de Taekwondo de 2001, y una medalla de plata en el Campeonato Europeo de Taekwondo de 2000.

## Palmarés internacional
| Campeonato Mundial | Campeonato Mundial   | Campeonato Mundial | Campeonato Mundial |
| Año                | Lugar                | Medalla            | Categoría          |
| ------------------ | -------------------- | ------------------ | ------------------ |
| 2001               | Jeju (Corea del Sur) | Medalla de bronce  | –62 kg             |
| Campeonato Europeo |                      |                    |                    |
| Año                | Lugar                | Medalla            | Categoría          |
| 2000               | Patras (Grecia)      | Medalla de plata   | –58 kg             |